# 突变

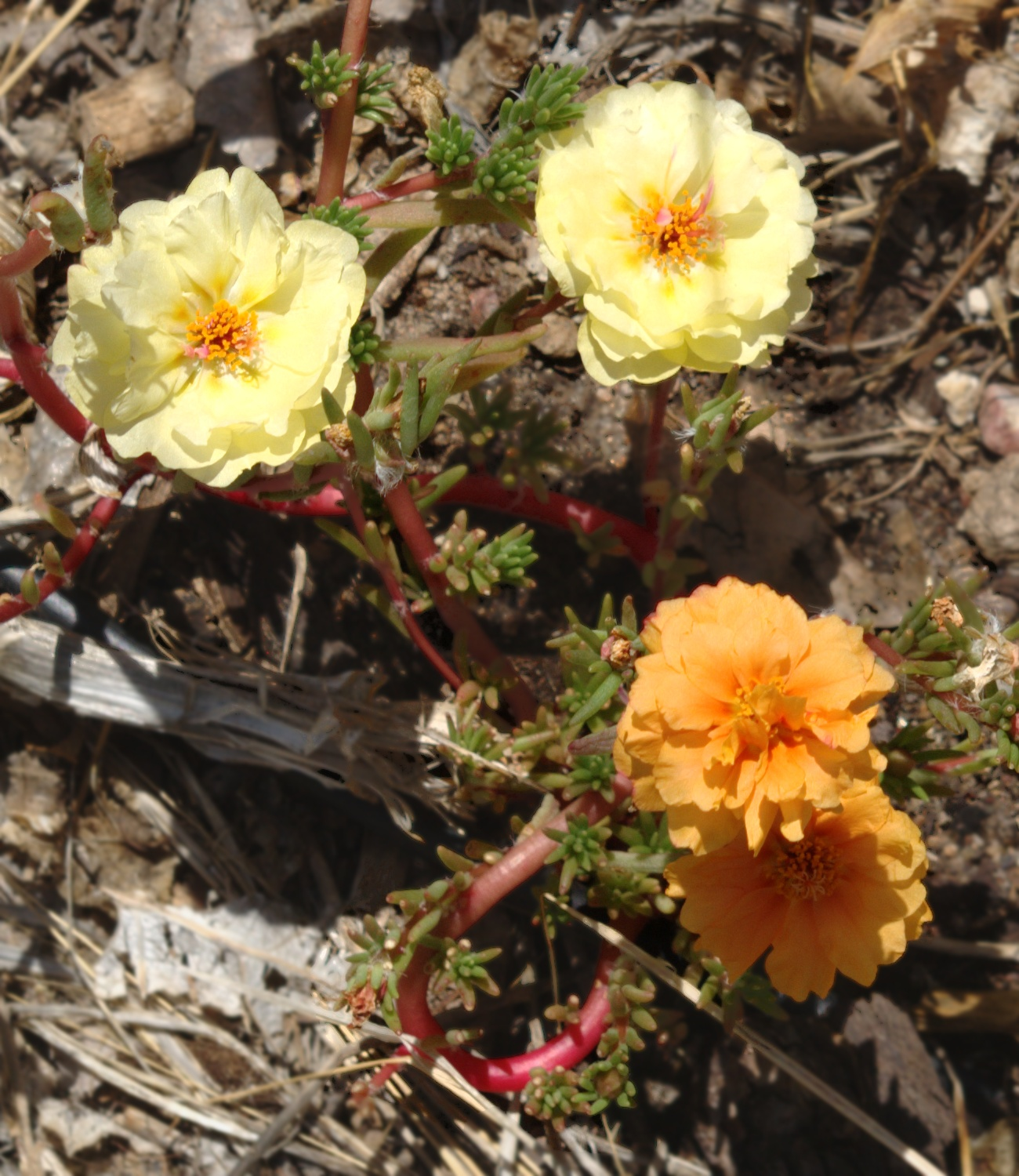
突变成不同色的大花马齿苋

突变（英語：Mutation，即基因突变）在生物学上的含义，是指细胞中的遗传基因（通常指存在於細胞核中的去氧核糖核酸）发生的突然及永久性改变。它包括单个碱基改变所引起的点突变，或多个碱基的缺失、重复和插入。原因可以是细胞分裂时遗传基因的复制发生错误、或受化学物质、基因毒性、辐射或病毒的影响。
突變通常會導致細胞運作不正常、或細胞死亡，甚至可以在較高等生物中引發癌症。但同时，突变也被视为演化的“推动力”：不理想的突变会经天择过程被淘汰，而对物种有利的突变则会被累积下去。中性突變（neutral mutation）对物种沒有影响而逐渐累积，会导致间断平衡。
动物的寿命同它们的基因变异速度呈负相关关系。
基因突变：是基因信号通道被截断，信号不能正常交通。
癌细胞只有一个简单的定义：不死的细胞。即控制细胞凋亡的基因组上的信息通道被截断。
基因突变疾病：不同基因组上的信息通道被截断，形成各种不同的基因突变疾病。几乎所有的慢性炎症，都是基因突变疾病。

## 突變的種類

### 以功能分類
以突變對於基因表現之影響來作分類的話，可分為下列幾種：

#### 失去功能的突变
失去功能的突变是指基因受到影響，讓基因表現不明顯，或使基因的產物蛋白質失去功能。

#### 次形態突变
此種突變會使基因的表現或是基因產物的活性減弱，但不會消失。

#### 超形態突變
此種突變與次形態突變相反，會使基因的表現加強。例如波大多人。

#### 獲得功能的突變
獲得功能的突變是指發生的突變讓原本應該是不表現的基因產生活性，進而影響細胞功能，這樣的突變多半需要染色體程度的突變較有可能產生，而最常發生獲得功能的突變就是癌細胞。

### 以突变机理分類

#### 点突变
DNA序列中涉及单个核苷酸或碱基的变化称为点突变。通常有两种情况：一是一种碱基或核苷酸被另一种碱基或核苷酸所替换；二是一个碱基的插入或缺失。

##### 同義突變
同義突變通常為沉默突變。

##### 沉默突变
当点突变发生在基因及其调控序列之外，或使基因序列内一种密码子变成编码同一种氨基酸的另一种同义密码子时，不会改变生物个体的基因产物，因而不引起性状变异。不引起生物性状变异的突变称为沉默突变。

##### 错义突变
错义突变指由于某个碱基对的改变，使编码一种氨基酸的密码子变成编码另外一种氨基酸的密码子，结果使构成蛋白质的数百上千个氨基酸中有一个氨基酸发生变化。（实例：镰刀形细胞贫血症）

##### 移码突变
指在DNA链上，有时一个或几个非3的整数倍的碱基的插入或缺失，往往产生比碱基替换突变更严重。这种插入或缺失突变又称为移码突变。

##### 无义突变
无义突变指当点突变使一个编码氨基酸的密码子变成终止子时，则蛋白质合成进行到该突变位点时会提前终止，结果产生一个较短的多肽链或较小的蛋白质。

#### 大突变
大突变是可能涉及整个基因以至多个基因的一长段DNA序列的改变，大突变常常导致染色体畸变。

##### 缺失
指DNA分子丢失一段碱基序列。（染色体缺失，Deletion）能引起移码。

##### 插入
指DNA分子的正常序列中插入一段DNA序列。（Insertion②）能引起移码。

##### 重排
重排包括某段DNA序列的重复（duplication），倒位（inversion），易位（translocation）等。